# Gibbera barriae
Gibbera barriae är en svampart som tillhör divisionen sporsäcksvampar och som beskrevs av Lennart Holm och Kerstin Holm. 
Gibbera barriae ingår i släktet Gibbera och familjen Venturiaceae. Arten är reproducerande i Sverige.